# Ratpenat trident de Stoliczka
El ratpenat trident de Stoliczka (Aselliscus stoliczkanus) és una espècie de ratpenat de la família dels hiposidèrids. Viu a la Xina, República Popular Democràtica de Laos, Malàisia, Myanmar, Tailàndia i el Vietnam. El seu hàbitat natural són zones de pedra calcària i es coneix que descansen en coves. No hi ha cap amenaça significativa per a la supervivència d'aquesta espècie, tot i que és vulnerable a les pertorbacions de les coves pel turisme i també la seva destrucció a través de l'extracció de pedra calcària.